# 日本中油
日本中油（にっぽんちゅうゆ）は、バイオ燃料を取り扱う株式会社。東京地方検察庁特別捜査部の調べによれば、設立以来、日本中油に事業活動の実態は認められない。

## 事業概要
- 2008年の創業時から2010年9月現在までの代表取締役は柴野多伊三。
- 本社は、東京都港区浜松町。子会社や事務所等の拠点を中華人民共和国（北京、上海）、大韓民国、ロシア、マレーシア、シンガポールなどにおく。
- 油脂の取り扱いおよび輸出入業など。

## 中国石油天然気集団公司との関係
創業時から中国石油天然気集団公司グループ企業として活動していたが、2010年7月、中国石油天然気集団公司側が関係を否定したとの報道がなされた。ただし代表取締役は「資本関係はある」と反論としており、2010年9月16日現在でも自社のホームページでは、中国石油天然気集団公司のグループであることを紹介している。

## 事件
2010年8月、同社が架空増資を行っているとして、東京地方検察庁特別捜査部が電磁的公正証書原本不実記録などの容疑で捜査していることが明らかになった。9月21日、社長の柴野と柴野の前任・清水大策が同罪で逮捕された。
10月8日、両名を東京地方裁判所に起訴、また同14日、未公開株をめぐる詐欺容疑により再逮捕。
清水には2011年2月、懲役3年・執行猶予5年の有罪判決が下ったが、分離公判となった柴野は判決直前の同年9月5日に自殺した。